# Hurşut Meriç
Hurşut Meriç (Amsterdam, 31 juli 1983) is een Nederlandse voetballer van Turkse afkomst die bij voorkeur als vleugelspeler speelt.

## Clubvoetbal
Meriç speelde in de jeugd voor SDZ, Blauw Wit, DWS en AZ, waar hij het schopte tot aan het beloftenelfal. Hij kwam terecht bij de eersteklasser EDO, waar Türkiyem-trainer Simon Kistemaker in hem een grote potentie ziet en hem haalde naar de kapitaalkrachtige amateurclub.

### Türkiyemspor
Van 2005 tot 2007 speelde hij twee seizoenen bij de Amsterdamse amateurclub Türkiyemspor onder leiding van trainer Simon Kistemaker en later John de Wolf. Met Türkiyemspor werd hij in het seizoen 2005/2006 kampioen van de Hoofdklasse A en tevens algeheel kampioen van de Hoofdklasse. Bij deze club speelt speelde Meriç zich in het seizoen 2006/2007 in de kijker van diverse profclubs, waaronder Telstar, Haarlem, FC Omniworld en FC Utrecht, maar de vleugelspeler besloot in de zomer van 2007 zijn profcarrière te beginnen bij ADO Den Haag.
Meriç scoorde op 18 september 2007 zijn eerste competitiedoelpunt in het betaalde voetbal. In de wedstrijd tussen ADO Den Haag en Helmond Sport scoorde hij de 1-0.

### ADO Den Haag
Tijdens de openingswedstrijd van het nieuwe ADO-stadion tegen de Haaglandse selectie scoorde hij twee van de vijf doelpunten voor ADO Den Haag. Hij verkaste op 10 januari 2009 naar Gençlerbirligi.

### Gençlerbirliği
Meriç had een jaarcontract aangeboden gekregen. Anno 2010-2011 stond hij er nog steeds onder contract en werd vooral gebruikt als supersub,een speler voor de laatste 20 minuten. Hij is een paar keer belangrijk geweest, met onder andere een goal tegen Galatasaray in het seizoen 2009-2010.
Hij verruilde in 2015 Adana Demirspor voor Bandırmaspor.

## Statistieken
| Seizoen                         | Club                 | Land               | Competitie     | Competitie | Competitie | Beker | Beker | Totaal | Totaal |
| Seizoen                         | Club                 | Land               | Competitie     | Wed.       | Goals      | Wed.  | Goals | Wed.   | Goals  |
| ------------------------------- | -------------------- | ------------------ | -------------- | ---------- | ---------- | ----- | ----- | ------ | ------ |
| 2006/07                         | Türkiyemspor         | Vlag van Nederland | Hoofdklasse    | 32         | 11         | —     | —     | 32     | 11     |
| 2007/08                         | ADO Den Haag         | Vlag van Nederland | Eerste divisie | 44         | 5          | 0     | 0     | 44     | 5      |
| 2008/09                         | ADO Den Haag         | Vlag van Nederland | Eredivisie     | 14         | 2          | 2     | 2     | 16     | 4      |
| 2008/09                         | Gençlerbirliği       | Vlag van Turkije   | Süper Lig      | 5          | 0          | 0     | 0     | 5      | 0      |
| 2009/10                         | Gençlerbirliği       | Vlag van Turkije   | Süper Lig      | 29         | 5          | 1     | 0     | 30     | 5      |
| 2010/11                         | Gençlerbirliği       | Vlag van Turkije   | Süper Lig      | 28         | 2          | 9     | 0     | 37     | 2      |
| 2011/12                         | Gençlerbirliği       | Vlag van Turkije   | Süper Lig      | 32         | 5          | 0     | 0     | 32     | 5      |
| 2012/13                         | Gençlerbirliği       | Vlag van Turkije   | Süper Lig      | 28         | 3          | 3     | 4     | 31     | 7      |
| 2013/14                         | Çaykur Rizespor      | Vlag van Turkije   | Süper Lig      | 11         | 0          | 2     | 0     | 13     | 0      |
| 2014/15                         | Adana Demirspor      | Vlag van Turkije   | TFF 1. Lig     | 25         | 1          | 6     | 0     | 31     | 1      |
| 2015/16                         | Bandırmaspor         | Vlag van Turkije   | TFF 2. Lig     | 27         | 2          | 4     | 0     | 31     | 2      |
| 2016/17                         | Karacabay Birlikspor | Vlag van Turkije   | TFF 3. Lig     | 35         | 7          | 1     | 0     | 36     | 7      |
| 2017/18                         | Cizrespor            | Vlag van Turkije   | TFF 3. Lig     | 30         | 3          | 2     | 0     | 32     | 3      |
| 2021/22                         | AGB                  | Vlag van Nederland | Hoofdklasse    | 2          | 0          | —     | —     | 2      | 0      |
| 2023/24                         | AGB                  | Vlag van Nederland | Hoofdklasse    | 0          | 0          | 1     | 0     | 1      | 0      |
| Totaal                          | Totaal               | Totaal             | Totaal         | 342        | 46         | 31    | 6     | 373    | 52     |
| Bijgewerkt tot 20 februari 2024 |                      |                    |                |            |            |       |       |        |        |

## Erelijst
- Algeheel landskampioen Hoofdklasse: 2006 (Türkiyemspor)
- KNVB beker (Amateurs): 2007 (Türkiyemspor)